# La morte di Empedocle
La morte di Empedocle è un film del 1986 diretto da Jean-Marie Straub e Danièle Huillet.

## Trama
Evocazione del poeta Friedrich Hölderlin della vita del filosofo siceliota Empedocle che si gettò nell'Etna, basata sul dramma incompiuto omonimo di Friedrich Hölderlin.